# Качуровський Ігор Васильович
І́гор Васи́льович Качуро́вський (1 вересня 1918, Ніжин — 18 липня 2013, Мюнхен) — український поет, перекладач, прозаїк, літературознавець, педагог, радіожурналіст.

## Біографія
Ігор Васильович Качуровський народився 1 вересня 1918 року в місті Ніжин у родині випускників Київського університету. Батько був юристом, згодом спеціалізувався ще й з економіки, певний час обіймав посаду помічника державного секретаря Центральної Ради. Мати закінчила жіночі курси при Київському університеті з фаху історії.
Перші 12 років прожив у с. Крути (нині Ніжинського району Чернігівської області). 1932 сім'я, рятуючись від репресій, виїхала до Курська (Росія). Навчався в Курському педагогічному інституті, де викладали Борис Ярхо, Петро Одарченко та ін. (до 1941 р.); 1942 року повернувся в Україну, 1943 року рушив на Захід, з 1945 року — в Австрії.
Друкувався від 1946 року, наступного року одержав премію за новелу «Пашпорт»; співпрацював із редакцією журналу «Літаври». Один із членів-засновників Спілки українських науковців, літераторів і мистців у Зальцбурзі.
1948 року емігрував до Аргентини. Жив у Буенос-Айресі, працював робітником у порту. Водночас редагував журнал «Пороги», був співробітником журналів «Овид», «Мітла», «Нові дні». Був слухачем Графотехнічного (літературного) інституту (1958–1962), у 1963–64 рр. — викладач давньої української літератури в Католицькому університеті, у 1968 р. — російської літератури в Університеті Сальвадору (Буенос-Айрес).
У 1969 р. виїхав до Мюнхену (ФРН), однак залишився громадянином Аргентини. Як літературний оглядач української редакції Радіо «Свобода» в 1970–80-х рр. підготував і начитав понад 2 тис. радіобесід. В Українському вільному університеті (Мюнхен) захистив докторську дисертацію з філософії «Давні слов'янські вірування та їх зв'язок з індо-іранськими релігіями»; від 1973 року — викладач УВУ, від 1982 року — професор; на філософському факультеті викладав віршознавство, стилістику, теорію літературних жанрів, історію української літератури 1920–30-х рр., історію середньовічного європейського письменства.
Член об'єднання українських письменників на еміґрації «Слово», Спілки аргентинських письменників SADE (Sociedad Argentina de Escritores), Національної спілки письменників України (з 1992).
Помер Ігор Качуровський на 95-му році життя 18 липня 2013 року в Мюнхені. До останніх днів життя він працював і упорядковував збірник спогадів. Напередодні смерті Ігор Качуровський написав листа — заповіт, у якому просив поховати його на території садиби в с. Крути, Ніжинського району, де пройшли його дитячі роки. 22 листопада відбулося поховання його праху.

## Поезія
Ігор Качуровський — автор збірок поезій «Над світлим джерелом» (Зальцбург, 1948), «В далекій гавані» (Буенос-Айрес, 1956), «Пісня про білий парус» (1971), «Свічада вічности» (1990; обидві — Мюнхен), поеми «Село» (Новий Ульм, 1960), перевиданої в Києві зі вступним словом Івана Дзюби під однією обкладинкою з поетичною збіркою «Осінні пізньоцвіти» (2000, 2001); в останній редакції одержала назву «Село в безодні» (Київ, 2006). Підсумкова збірка вибраних поезій під назвою «Лірика», упорядкована самим автором, вийшла 2013 року у Львові.
Як поет І. Качуровський є послідовником київських неокласиків, літературним учнем Михайла Ореста (разом з Орестом його зараховують до представників пост-неокласичної течії, або молодших неоклясиків). Подібно до Миколи Зерова та поетів його школи, Качуровський — майстер поезії «другого ступеня» (за його термінологією, транспозитивної лірики), предметом якої є твори мистецтва, — тієї «поезії культури», яку Дмитро Наливайко зараховує до визначальних атрибутів класицизму як типу художнього мислення (розділ «Стара Европа» у збірці «Свічада вічности»). Водночас йому належить любовна лірика (розділ «Пісня про білий парус» в однойменній збірці) та лірика природи, де вперше в українській літературі об'єктом поетичної рефлексії постає царство грибів (розділ «Грибна містика» у збірці «Свічада вічности»). Загалом поезія Качуровського позначена дисонансом між одухотвореною красою, втіленою в первозданній природі й мистецьких шедеврах минулих століть, та духовим занепадом сучасної цивілізації, між високими людськими почуттями та контрастами соціяльної дійсности. У його поемі «Село» розкривається трагедія Голодомору в Україні 1932–33 рр.
Ознаки поетичного стилю Качуровського — неокласичний кларизм, що досягається тяжінням до відкритої метафори, нахил до високої лексики, увага до фонічної організації поетичної мови, культ багатої точної рими, абсолютна перевага силабо-тонічних розмірів у метриці, володіння канонізованими строфами (переважно романського походження).
Поетичні пародії, шаржі, епіграми, літературні жарти Качуровського опубліковані під псевдонімом у книжці «Parodiarium Хведосія Чички» (Дрогобич, 2013).
Як дитячий письменник — автор віршованої казки «Пан Коцький», на створення якої його надихнула серія малюнків Бориса Крюкова, віднайдена поетом після смерті художника 1967 року в домі його вдови Ольги Гурської. Казку разом з більшою частиною малюнків опубліковано через чверть століття після написання (Київ, 1992), перевидано 2016 року з усіма малюнками Бориса Крюкова в супроводі німецькомовного переспіву Вільгельма Штайнбюхлера (під патронатом посольства Німеччини в Києві).
Також видав дитячу книжку «У свинячому царстві» (Мюнхен, 1997), куди увійшли віршовані підписи до фотографій Лідії Крюкової.

## Проза
Прозові твори І. Качуровського: романна дилогія «Шлях невідомого» (Мюнхен, 1956; в англійському перекладі Юрія Ткача — «Because deserters are immortal», Донкастер, Австралія, 1979, у німецькому перекладі Лідії Крюкової — «Der Weg eines Unbekannten: Geschichte eines ukrainischen Deserteurs», Франкфурт-на-Майні, 2018) і «Дім над кручею» (Мюнхен, 1966), повість «Залізний куркуль» (Мюнхен, 1959; Полтава, 2005). Романи в новелях «Шлях невідомого» і «Дім над кручею» — це 24 епізоди з життя молодого українського інтелігента, який у роки Другої світової війни опинився між жорнами двох демонічних диктатур, сталінської й гітлерівської. Критики (Керолайн Еджертон, Петро Сорока) звернули увагу на антиекзистенційні мотиви романів. У повісті «Залізний куркуль» національну трагедію України в тій самій межовій історичній ситуації змальовано в образі розкуркуленого селянина, який повернувся під час німецької окупації до рідного села. Ці твори поряд з окремими новелами письменника увійшли до підсумкової збірки його прози «Шлях невідомого» (Київ, 2006).
Також І. Качуровський — автор спогадів: почасти вони ввійшли до збірника «Крути мого дитинства» (Ніжин, 2007), до 100-річчя письменника видано повне зібрання його спогадів — «Спомини і постаті» (Київ, 2018).

## Переклади
Поетичні переклади І. Качуровського вміщувались у відповідних розділах збірок його віршів (за винятком «Осінніх пізньоцвітів»), окремими книжками вийшли: Франческо Петрарка, «Вибране» (Мюнхен, 1982); «Окно в украинскую поэзию» (Мюнхен-Харків-Ніжин, 1997); «Золота галузка: антологія іберійської та ібероамериканської поезії» (з іспанської, португальської і каталанської; Буенос-Айрес-Мюнхен, 1991); «Стежка крізь безмір: сто німецьких поезій (750–1950)» (Париж-Львів-Цвікау, 2000); «Пісня про Ролянда» (зі старофранцузької силабічним розміром оригіналу; Львів, 2008). Переклав також «Нобелівську лекцію з літератури» Олександра Солженіцина (Новий Ульм, 1973) і п'єсу Алехандро Касони «Човен без рибалки» (з еспанської; Буенос-Айрес, 2000).
Підсумкова збірка поетичних перекладів «Круг понадземний» (Київ, 2007) охоплює близько 670 творів та фрагментів понад 350-ти авторів у перекладі з 23 старих і нових мов — передусім з іспанської мови (уривки з «Пісні про мого Сіда», Хосе Асунсіон Сільва, Рубен Даріо, Амадо Нерво, Хуан Рамон Хіменес, Ґабріеля Містраль, Альфонсина Сторні, Федеріко Ґарсія Лорка, Хорхе Люїс Борхес та ін.), з італійської (перші сонетисти, Франческо Петрарка, Мікеланджело та ін.), з португальської (Оляво Біляк та ін.), з німецької (міннезінгери, Фрідріх Гельдерлін, Людвіґ Уланд, Йозеф фон Айхендорф, Фрідріх Рюккерт, Аннетте фон Дросте-Гюльсгоф та ін.), з англійської (народні баляди, Альфред Теннісон та ін.), з французької (Жозе-Марія де Ередія, Поль Верлен, Артюр Рембо та ін.), з польської (Юліан Тувім та ін.), з російської (Федір Тютчев, Олексій К.  Толстой, Федір Сологуб, Іван Бунін, Максиміліян Волошин, Микола Гумільов, Анна Ахматова, Осип Мандельштам, Сергій Єсенін, Леонід Кисельов та ін.), з білоруської (Максим Богданович та ін.), а також з української на російську (Максим Рильський, Микола Зеров, Юрій Клен, Володимир Свідзінський, Євген Плужник, Михайло Орест, Олег Ольжич, Ліна Костенко та ін.).
Ігор Качуровський зараховував себе до перекладачів школи Миколи Зерова, дотримуючись принципу перекладу з вірша у вірш (із рядка в рядок) зі збереженням не лише змісту, а й формальних особливостей першотвору — метричних, фонічних, строфічних, стилістичних. В окремих випадках послуговувався підрядниками, виготовленими його дружиною Лідією Крюковою, знавцем багатьох мов.

## Наукова діяльність
У галузі теорії літератури І. Качуровський розвиває ідеї Бориса Ярхо і Володимира Державина:
- розвідка «Новела як жанр» (Буенос-Айрес, 1958);
- підручники з віршознавства «Строфіка» (Мюнхен, 1967), «Фоніка» (Мюнхен, 1984), «Нарис компаративної метрики» (Мюнхен, 1985), усі три перевидані 1994 року в Києві («Нарис…» — під назвою «Метрика»);
- підручник зі стилістики «Основи аналізи мовних форм», ч. 1 «Лексика» (Мюнхен-Ніжин, 1994), ч. 2 «Фігури і тропи» (Мюнхен-Київ, 1995);
- праця з теорії літературних жанрів «Ґенерика і архітектоніка», кн. 1 «Література европейського Середньовіччя» (передмова Івана Дзюби; Київ, 2005), кн. 2, ч. 1 «Засади наукового літературознавства», ч. 2 «Жанри нового письменства» (Київ, 2008).

Основний патос цих монографій полягає в демонструванні невичерпного потенціалу традиційного інструментарію світової літератури: перевірених століттями віршових розмірів і строф, стилістичних фігур і тропів, класичної точної рими, а також архітектонічних засобів і поетичних та прозових жанрів.
Підсумком дослідницької праці проф. Качуровського як історика української літератури стала книжка «Променисті сильвети: лекції, доповіді, статті, есеї, розвідки», покликана, по-перше, висвітлити доробок несправедливо забутих і замовчаних літераторів (передусім представників покоління Другої світової війни, до якого належить і сам автор), по-друге — звільнити від стереотипів уявлення читачів і дослідників про творчість класиків українського письменства (Тараса Шевченка, Івана Франка, Лесі Українки).
Вибрані радіобесіди І. Качуровського на літературно-мистецькі теми увійшли до книжки «150 вікон у світ: з бесід, трансльованих по Радіо „Свобода“» (Київ, 2008).
Естетичний кодекс І. Качуровського, окреслений у його літературознавчих працях, дозволяє вважати його провідним теоретиком українського неокласицизму на Заході (поряд із Володимиром Державиним): Качуровський поділяє центральну для естетики неокласичної школи ідеалістичну концепцію Краси «як найвищого блага, як конкретної артистичної синтези Добра і Істини» (Володимир Державин), сповідує концепцію автономності мистецтва (за власним визначенням, «його незалежности від соціяльних, політичних, кліматичних та всіляких інших умов»), плекає тяглість мистецької традиції, протиставляючи поетів-традиціоналістів представникам постмодернізму з їхнім запереченням попередніх культурних надбань.
Упорядник (разом зі Святославом Гординським і Лідією Крюковою) і автор передмов до «Хрестоматії української релігійної літератури» (кн. 1 «Поезія»; Мюнхен-Лондон, 1988); зб. «Італія в українській поезії» (Львів, 1999); упорядкував низку інших видань. Також автор передмов до збірки Михайла Ореста «Пізні вруна» (Мюнхен, 1965); 2-го видання антології Олекси Коваленка «Українська муза» (Буенос-Айрес, 1973); 1-го тому «Творів» Юрія Клена (Нью-Йорк, 1992) тощо.
Видав популярну розвідку з мікології «Путівник для грибарів» (під однією обкладинкою з путівником «З Києва до Качанівки через Ніжин», укладеним В. Я. Барановим; Київ, 2011).

## Премії
- 1982 — премія Фонду імені Івана Франка (США, Чикаґо) за переклад творів Франческо Петрарки.
- 1994 — премія імені Максима Рильського за перекладацьку діяльність.
- 2002 — премія журналу «Сучасність» та Ліги українських меценатів за розвідку «Готична література та її жанри».
- 2003 — премія імені Володимира Вернадського за визначний інтелектуальний внесок у розвиток України.
- 2006 — літературна премія імені Володимира Свідзінського за поетичну та перекладацьку діяльність.
- 2006 — Національна премія України імені Тараса Шевченка за книгу «Променисті сильвети: лекції, доповіді, статті, есеї, розвідки» (Мюнхен, 2002; перевидано в серії «Бібліотека Шевченківського комітету», Київ, 2008).

## Відзнаки
- 1998 — орден «За заслуги» ІІІ ступеня[2].
- Медаль «Олександра Довженка» (2018, посмертно) — за визначний внесок в українську літературу.[3]

## Вшанування пам'яті
У місті Київ існує провулок Ігоря Качуровського.
У місті Чернігів вулицю Андрусенка перейменували на вулицю Ігоря Качуровського.